# 高林祐介
高林 祐介（たかばやし ゆうすけ、1987年7月19日 - ）は、日本の陸上競技選手。専門は中・長距離走。三重県度会郡小俣町（現・伊勢市）出身。三重県立上野工業高等学校、駒澤大学文学部歴史学科卒業。トヨタ自動車に所属。現立教大学陸上競技部駅伝部監督。

## 経歴
小学校ではサッカー部所属であったが、中学校から陸上競技を始めた。中学3年時のジュニア・オリンピックでは男子800mに出場し優勝する。上野工業高校2年時の第55回全国高等学校駅伝競走大会では4区（8.0875km）区間2位となった。高校3年時の千葉インターハイ1500m決勝では優勝、1999年の佐藤清治以来となる日本人高校生による勝利を飾った。
2006年駒澤大学に進学。2年時の関東インカレ1500m決勝では4位入賞の成績を残した。第19回出雲駅伝5区（5.0km）では区間賞を獲得。第39回全日本大学駅伝5区（11.6km）でも区間賞を獲得し駒澤大学の全日本大学駅伝2年連続優勝に貢献した。3年時では、故障の影響でトラックシーズンは棒に振ったが、第20回出雲駅伝で2年連続の5区を任され区間賞を獲得。第40回全日本大学駅伝で6区（12.3km）を任され区間賞を獲得し、駒澤大学3年連続優勝に貢献した。2009年第85回箱根駅伝では8区（21.5km）を任され、区間賞を獲得した。
2009年度は駒澤大学陸上競技部主将を務め、第85回箱根駅伝で大会シード権を失った駒澤大学の挽回に力を尽くした。第21回出雲駅伝では1区（8.0km）を務めた。続く第86回箱根駅伝予選会（20km）では個人8位の成績を残し、駒澤大学予選会1位通過の一翼を担った。第41回全日本大学駅伝では6区を走り区間賞を獲得した。2010年、第86回箱根駅伝では9区（23.2km）を走り権太坂を駆け下りると大八木弘明監督の檄に応え、前を行く山梨学院大学・中央大学の2校を交わし、藤色のタスキを2番手に押し上げ鶴見中継所へと運んだ。同大会では高林・宇賀地強・深津卓也らをはじめとする活躍により、駒澤大学は前年度13位から総合2位・復路優勝へと躍進を遂げる成績を残した。高林は大学での競技生活の中で、1年時の出雲駅伝を除く11回大学三大駅伝に出走し、そのうち半数以上の7回区間賞を獲得するという活躍を見せた。
2010年トヨタ自動車に入社。入社1年目で迎えた2011年の全日本実業団駅伝では3区を担当し区間賞を獲得（区間新）。同期入社の宮脇千博（中京高校卒）や、尾田賢典・熊本剛らベテラン勢の活躍もあり、トヨタ自動車は初優勝を果たした。翌2012年の全日本実業団駅伝では2連覇を目指すチームのアンカー7区を担当。高林にタスキが渡るときには、すでに先頭と2分半以上の差がついており大勢が決してしまっていたが、必死に前を追い区間賞を獲得した（チームは総合4位）。この区間賞で、大学3年時の箱根駅伝から4年連続正月の駅伝区間賞獲得となった。
2016年3月のびわ湖毎日マラソン出場を最後にトヨタ自動車陸上長距離部を退部し、第一線を退いた。その後も競技は継続し、同年6月の第100回日本陸上競技選手権大会には1500mで出場した。2022年からは母校の駒澤大学でコーチを務める傍ら早稲田大学大学院スポーツ科学研究科に在籍。
卒業後2024年4月より立教大学陸上競技部男子駅伝監督に就任した。

## 記録
- 800m - 1分53秒52
- 1500m - 3分47秒64（2004年: 島根インターハイ）
- 5000m - 13分38秒73（2011年: ゴールデンゲームズinのべおか）
- 10000m - 27分56秒46（2010年: 静岡県長距離記録会）
- ハーフマラソン - 1時間01分31秒（2012年: 香川丸亀国際ハーフマラソン）
- フルマラソン - 2時間18分31秒（2016年: びわ湖毎日マラソン）

### 日本代表歴
- 2006年 世界クロスカントリー選手権福岡大会
- 2007年 アジアクロスカントリー選手権ヨルダン・アンマン大会

## 駅伝戦績

### 大学駅伝戦績
| 学年               | 出雲駅伝                     | 全日本大学駅伝              | 箱根駅伝                         |
| ------------------ | ---------------------------- | --------------------------- | -------------------------------- |
| 1年生 （2006年度） | 第18回 － － － 出走なし     | 第38回 5区-区間3位 35分08秒 | 第83回 7区-区間7位 1時間06分03秒 |
| 2年生 （2007年度） | 第19回 5区-区間賞 14分34秒   | 第39回 5区-区間賞 34分20秒  | 第84回 3区-区間7位 1時間05分03秒 |
| 3年生 （2008年度） | 第20回 5区-区間賞 14分41秒   | 第40回 6区-区間賞 36分15秒  | 第85回 8区-区間賞 1時間06分27秒  |
| 4年生 （2009年度） | 第21回 1区-区間11位 23分41秒 | 第41回 6区-区間賞 36分09秒  | 第86回 9区-区間賞 1時間10分19秒  |

## 関連人物
- 安西秀幸
- 池田宗司
- 宇賀地強
- 深津卓也
- 星創太
- 上野渉